# Funastrum arenarium
Funastrum arenarium är en oleanderväxtart som först beskrevs av Joseph Decaisne och George Bentham, och fick sitt nu gällande namn av S. Liede. Funastrum arenarium ingår i släktet Funastrum och familjen oleanderväxter. Inga underarter finns listade i Catalogue of Life.